# Монети середньовічного Узбекистану (Чагатайський улус, Мавераннахр)
Монети середньовічної Середньої Азії на територіях нинішнього Узбекистану, карбувалися і знаходились в обігу після захоплення монголами держави Хорезмшахів — у часи знаходження їх у складі Чагатайського улусу та Мавераннахру починаючи з 1225 року. В обігу знаходились золоті та срібні (після грошової реформи Кепека золоті динари замінилися на срібні) динари, срібні та посріблені мідні дирхами, а також мідні пули (фулуси, фельси). 1 динар розмінювався на 6 дирхамів та 96 пулів.

## Узбекистан в часи правління чаґатаїдів
Також див. Монети Хорезму

Мапа Чагатайського улусу кінця XIII ст.

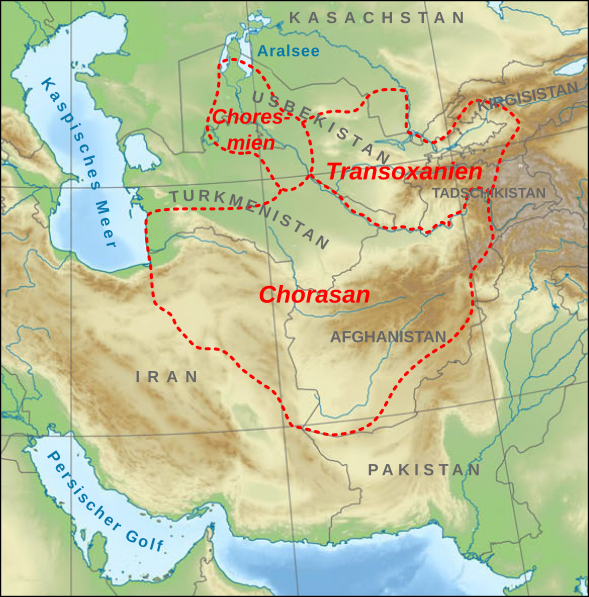
Мавераннахр, Хорезм і Великий Хорасан

У 1219 році під час монгольського завоювання Чингісхан захопив Мавераннахр та державу Хорезмшахів. У 1225 році, незадовго до своєї смерті, він передав західні землі Центральної Азії своєму другому синові Чаґатаю, який заснував державу, відому під назвою Чагатайський улус.
На західній частині Середньої Азії у 1266 року Хорезм отримав фактичну незалежність від Монгольської імперії.
У 1225 році у Мавераннахрі керування у грошовій справі отримав податковий відкупник Махмуд Ялавач (1225-1238), призначений ханом Уґедеєм. У 1238 році Чаґатай змістив Махмуда передавши керування у відкупі податків синові Махмуда, Масуд-беку (1238-89). Також його було призначено вести грошову справу і у Мавераннахрі. У 1271-1272 році Масуд-Бек провів грошову реформу. Відповідно до цієї реформи мідні посріблені дирхами старого зразка були вилучені з обігу і замінені на повновагові срібні монети нового зразка.
Під час правління Дуви хан Уґедейського улусу Хайду боровся за владу із засновником династії Юань ханом Хубілаєм та з іншими чингізидами. У 1282 році, на початку правління хана Дуви, поміж Дувою і Хайду виник союз співолодіння. У 1287-1288 роках вони володіли вдвох у Хорезмі, Андижані, Алмалику, Янгі, Таразі, Оші, Маргілані, Муґалаку. А також одноосібні володіння цих двох чингізидів: Самарканд, Бухара, Шаш (Ташкент), Отрар, Алмати, Іміл, Кашгар, Пулад, Хотан, Орда,  Кенджід, Тараз. Пізніше в Худжанді та Хорезмі володарював Хайду, у Термезі, Бадахшані, Хості та Газні — Дува.
У 1321 році, після грошової реформи Кепека в Мавераннахрі, відбулася заміна золотих монет на срібні динари — у деяких містах Чагатайського улусу відновилося виготовлення монет. Починаючи з середини 20-х років XIV ст. карбувалися срібні монети номіналами 1 динар (7-8 гр.) та його фракції —1⁄3 (2,6-2,8 гр.), 1⁄6 (1,31-1,42 гр.) та 1⁄12 (0,68-0,71 гр.) динари. Далі карбування монет відбувалося епізодично, аж до початку правління у Мавераннахрі та Могулістані Тимуридів.
На заході з частиною Мавераннахру до початку XV ст. існував Західний Чаґатайський улус, яким з 80-х років XIV ст. «керували» маріонетки Тимура. У 1388 році Тимур зруйнував Куня-Ургенч і підпорядкував собі весь Хорезм. З XVI століття більша частина територій Хорезму увійшла до складу Хівинського ханства. Значна частина територій Мавераннахру та Великого Хорасану на початку XVI ст. доєдналися до новоутвореного Бухарського ханства.

## Монетний двір у Бухарі
На початку XIII століття Бухара увійшла до складу держави Хорезмшахів. У лютому 1220 року Бухара була захоплена військами Чингісхана. У 1238 році в Бухарі відбулося повстання проти загарбників на чолі з ремісником Махмудом Тараба, яке було жорстоко придушене монголами. У 1240 році увійшла до складу Чагатайського улусу. У 1273 році місто було пограбоване і спалене ордами перських монголів Абака-хана. У період правління Тимура (1370-1405) Бухара увійшла до складу держави Тимуридів — Туран. За часів правління шейбаніда хана Убайдули (1533-1539), Бухара стала столицею держави, яка отримала назву Бухарського ханства

### Динари

Карбування в Бухарі. Динар. 1342 (740 р.Г.) Ясун-Тимур (1336-1342)

Карбування в Самарканді. 1⁄6 динара. 1328 (726 р.Г.) рік. Ільчиґідай

Після грошової реформи Кепека з середині 1320 до середини 1350 років у Бухарі (араб. بخارى) карбувалися срібні динари (7,2-8 гр.) та його фракції — 1⁄6 динари.
- 1) 1325—1330. На аверсі в лінійному колі та 6-пелюстковому картуші в 4 рядки карбувалася легенда уйгурською та арабською мовами. В центрі надпису зображувалась Ф-подібна тамга. На реверсі в лінійному та крапковому колах 6-пелюстковий картуш із загостреними кінцями, в полі монети позначення монетного двору та дата абджадом. В центрі поля довгаста віньєтка з колом у середині. Існують різновиди з тамгою в нижньому надписі[11].
- 2) У 1341-1343 (742, 743 рр.Г.) та 1345-1346 (746 р.Г.) роках карбуються срібні динари з іменем Казан-хана на центральних монетних дворах Мавераннахру з позначенням місця карбування. На аверсі у 8-дуговому картушу надпис, з боків та на стиках картушу віньєтки. На реверсі у 6-дуговому картушу із загостреними кінцями легенда в 4 рядки, в центрі останнього рядка Ф-подібна тамга зі сполученою Т-подібною прописною.
- 3) У 1342 (741 р.Г.) році карбуються динари Халі-Султана з Ф- та з Т-подібною тамгами сполучені між собою.
- 4) У 1341-1343 карбуються динари, на яких позначене також ім'я Казан-хана.
- 5) У 1347 (746 р.Г.) знову карбують монети з іменем Казан-хана, але з Ф-подібною тагою. Подібні динари з іменами наступних ханів, карбувалися до середини 1360-х років[12].

### Дирхами

Карбування в Бухарі. Дирхам (1,91 гр.). 1286 (684 р.Г.) Буга-Тимур (1272-1291)

На першому етапі карбування у Бухарі виготовлялися мідні посріблені дирхеми середньою вагою 6 гр. та діаметром 37-38 мм. З 1270 року карбувалися лише срібні дирхами з вагою 1,9-2,1 гр. За часів правління Туглу-Тимура карбувалися посріблені дирхами.
- 1) 1229, 1231 (627, 629 рр.Г.) роки. В чотирикутному двохлінійному картушу карбувалася Шагада Ісламу: «Немає Бога крім Аллаха і Магомет — пророк його» (араб. أشهد أن لا إله إلا الله وأشهد أن محمدا رسول الله)‎. На реверсі в подібному картушу зазначене місце карбування та ім'я багдадського халіфа Ахмада ан-Насіра.
- 2) 1230 (628 р.Г.) рік. В 16-пелюстковому картушу Шагада. Навколо позначення монетного двору. На реверсі в полі ім’я багдадського халіфа. Навколо позначення дати аджадом.
- 3) 1239 (637 р.Г,) рік. В полі чотирикутного картушу Шагада. Вгорі позначення монетного двору, внизу позначення титулу каана. Реверс подібний до аверсу, але без картушу. Внизу рік[13].
- 4) 1253, 1262, 1265, 1268, 1269 (651, 660, 663, 666, 667 рр.Г.) роки. В центрі монети Шагада в 3 рядки. По колу позначення місця карбування та рік абджадом. На реверсі у круглому картуші надпис: «Монета ханська». Існує різновид із надписом уйгурською мовою, у 8-кутнику чи в 12-пелюстковому картушу.
- 5) 1283, 1286 (681, 684 р.Г.) рік. В лінійному та крапковому колі надпис уйгурською мовою у 2 рядки, вгорі віньєтка. Внизу більш дрібнішим шрифтом позначення монетного двору. На реверсі у центрі 8-пелюсткової розети Г-подібна тамга. Вгорі та знизу позначення монетного двору. Існують недатовані дирхами цього типу.
- 6) 1358—1359, 1361—1363 роки. На аверсі та на реверсі в крапковому та подвійному лінійному колах надписи. Знизу, на аверсі, дата, в центрі Ф-подібна тамга[14].

### Пули (фельси, фулуси)

Карбування в Бухарі. Пул (3,68 гр.). Початок 50-х років XIV ст.

Мідні пули Бухари почали карбуватися бл. у 1290-х роках. 
- 1) 1290-ті роки. В центрі поля надпис у 2 рядки скомпонований у чотирикутник. Вгорі та внизу випускні дані. В нижньому надпису Г-подібна тамга. На реверсі в 2-лінійному колі скомпановані в чотирикутник вихідні дані. Зліва в легенді зображення «вузла щастя». Вага — 3,68-4,26 гр.[15].
- 2) За часів Баян-Кулі в середині 1350-х роках карбуються мідні фулуси. У крапковому та подвійному лінійному надпис, вгорі «вузол щастя». На реверсі у крапковому та лінійному колах легенда. В останньому рядку Ф-подібна тамга, нижче 2 орнаментальні свастики[5].

## Монетний двір у Самарканді
У 1212 році Самарканд увійшов до складу держави Хорезмшахів. У 1220 році місто розграбоване і майже повністю зруйноване Чингісханом. З 1266—1370 столиця Чагадайського Улусу. За часів правління Тимуридів (1370-1499) був столицею його імперії Туран. Місто втратило значення столичного центру з приходом до влади Шейбанідів. Хан шейбанидів Убайдулла (1533-1540) переніс столицю своєї держави до Бухари.

### Динари
Після грошової реформи Кебек-хана у 1321 році у Самарканді (араб. سمرقند) карбувалися срібні динари та його фракції 1⁄6 динара (1,31 гр.). 
- 1) Бл. середини 1320-х років. На аверсі 1-динарової монети в лінійному колі та 6-пелюстковому картуші в 5 рядків карбувалася легенда. В середині кутів картушу віньєтки. В центрі монети надпис: «Монета захищеного Самарканду», посередині зображувалась Ф-подібна тагма. На реверсі в лінійному та крапковому колах 6-пелюстковий картуш із загостреними кінцями, в полі монети позначення монетного двору та дата абджадом. В центрі довгаста віньєтка. Існують різновид з тамгою в нижньому надписі, «вузлом щастя» вгорі монети і без віньєтки всередині.
- 2) Фракція 1⁄6 динари. На аверсі у подвійному лінійному та середньому крапковому колах легенда у 5 рядів. Реверс подібний до аверсу, але в центрі Ф-подібна тамга[11].
- 3) У 1341-1343 (742, 743 рр.Г.) та 1345-1346, 1347 (746 р.Г.) роках на центральних монетних дворах Мавераннахру карбуються срібні динари з іменем Казан-хана та з позначенням місця карбування. На аверсі у 8-дуговому картушу надпис, з боків та на стиках картушу віньєтки. На реверсі у 6-дуговому картушу з'єднаним кільцями з лінійним колом легенда в 5 рядків, в центрі останнього рядка Ф-подібна тамга.
- 4) У 1342 (741 р.Г.) році карбуються динари з іменем Халі-Султана з Ф- та з Т-подібною тамгами сполучені між собою. У 1341-1343 карбуються динари, на яких позначене також ім'я Казан-хана з Ф-подібною тамгою[12].
- 5) В Мавераннахрі, за часів правління в Туглу-Тимура (1360—1363 роки), на монетному дворі у Самарканді поновлюється карбування динарів. На аверсі у лінійному колі подвійний 4-кутник в полі якого легенда. Внизу чотирикутника Ф-подібна тамга, з боків надписи. На реверсі в лінійному колі легенда куфічним письмом[14].

### Дирхами

Карбування в Самарканді. Недатований мідний посріблений дирхам (1240-1270)

Дирхами Самарканду карбувалися з в 50-90 роках XIII ст.
- 1) Дирхам. 1221 (619 р.Г.) рік. У полі подвійного крапкового та лінійного кол Шагада Ісламу та ім’я багдадського халіфа. Навколо вихідні дані. Реверс подібний до аверсу, але внизу віньєтка. Навколо вихідні дані. Існує різновид з картушем на аверсі.
- 2) Дирхам. 1224 (622 р.Г.) рік, мухаррам. В центрі поля в малому колі позначення монетного двору. З боків кола  легенда, що створює 2 чотирикутники: «В Самарканді, та його округах, обігова монета». На реверсі в центрі великого чотирикутника тамга каанів (коло з горизонтальною та вертикальною лінією), під нею «вузол щастя». З боків зображень місяць та рік виготовлення аджадом. За чотирикутником з боків вихідні дані, а також ім’я багдадського халіфа.
- 3) Дирхам. 1226 (624 р.Г.). В центрі поля лук зі стрілою, нижче «вузол щастя». З боків надпис, що створює чотирикутник. Навколо, поміж лінійних країв вихідні дані. На реверсі в 15-пелюстковій розеті легенда в 3 рядки: «Монета чингізидів, Чингіз-хан». З боків надпис, що утворює чотирикутник: «Дирхем ханський. Самарканд».
- 4) 1232, 1233 (630, 631 рр.Г.). В полі легенда в 3 рядки, внизу віньєтка. Навколо вихідні дані: «Хто в Самарканді та його окрузі не буде приймати [цю монету], той злочинець». Реверс подібний до аверсу.
- 5) Срібний дирхам. 1236 (634 р.Г.) рік. В 13-пелюстковій розеті Шагада, по краю монети надпис по колу. На реверсі ім’я багдадського халіфа в колі по краю монети зазначене місце карбування. Існує різновид з Шагадою, що утворює чотирикутник.
- 6) Дирхам. 1253 (651 р.Г.) рік. У зіркоподібній рамці зазначений монетний двір, по колу монети надпис. Реверс подібний до аверсу, в центрі Г-подібна тамга.
- 7) Недатований дирхам. В подвійному лінійному колі зазначено монетний двір. Навколо надпис. На реверсі в центрі Г-подібна тамга. З 4 боків надпис.
- 8) Дирхам. 1265 (663 р.Г.). В полі монети надпис в 3 рядки — випускні дані. По колу монети надпис. Аверс подібний до реверсу, але продовження надпису в полі монети.
- 9) Дирхам. 1282—1284, 1286—1291, 1293—1295, 1298 (680—682, 684—689, 691—693, 696 роки Гіджри) роки. В полі Шагада з боків віньєтки. На реверсі в центрі Г-подібна тамга вертикально, внизу та збоку двічі позначення монетного двору. Існують різновиди з позначенням дати аджадом і цифрами[15].

### Пули

Карбування в Самарканді. пул, 1288 (686 р.Г.) рік, Дува

Мідні пули в Самарканді почали карбуватися за часів хана Дуви (1282–1307). 
- 1) На аверсі монет в крапковому та лінійному колах 6-кутна зірка, промені якої сполучені з лінійним колом. З боків кутів віньєтки в центрі Г-подібна тамга. Реверс подібний до аверсу, лише з боків кутів вказаний монетний двір та вгорі рік. В сегменті зірки інший надпис[19].
- 2) В період правління Баян-Кулі (1350 роки) карбуються мідні пули. На аверсі та реверсі в подвійному лінійному та центральному крапковому колах легенди. На реверсі в центрі 2 рядка тексту Ф-подібна тамга[5].

## Монетний двір у Шаші
Під час монгольських завоювань Середньої Азії династія правителів Шашу вціліла, збереглася також і столиця Шашу — Бінкат, який із середини XII століття отримав назву Ташкент. На території Шашу з давніх часів у районі Чаткальських і Курамінських хребтів функціонували рудники. Металообробка відігравала важливу роль в ремісництві міста. На рудниках добували ртуть, золото, срібло, мідь та бірюзу. Срібло шашських рудників було високої якості і експортувалося в країни південного Кавказу, східну та  західну Європу. Поблизу срібних рудників знаходився монетний двір. Срібні дирхеми вивозили навіть в якості товару до східної Європи.

### Дирхами

Карбування в Шаші. Дирхам (1,92 гр.). Буга-Тимур (1272-1282)

У 1270—1300 році карбувалися срібні дирхами з позначенням монетного двору Шаш (араб. شاش). В лінійному та крапковому колах чотирикутник в полі якого надпис великими літерами у 2 рядки. Внизу більш дрібними літерами позначення монетного двору. На реверсі в круглому картуші Г-подібна тамга, під нею позначення монетного двору. По колу монети в лінійному та крапковому колах зазначене ім'я багдадського халіфа.

### Пули

Карбування в Шаші. Пул (2,7 гр.). Бл.1280-1290 рр.

Мідні пули, з позначенням монетного двору Шаш, карбувалися бл. 1280—1290-х рр. На аверсі в лінійному колі 4 орнаменти, що складалися в чотирикутник, з боків надписи. На реверсі серед зірок вихідні дані: «Карбування в Шаші» (араб. شاش ﺿﺭﺏ), в середині Г-подібна тамга. Вага — 2,7-3,1 гр.

## Монетний двір у Ташкенті
Середньовічне місто розміщувалося в долині річок Чирчик та Ахангаран, на правому березі річки Сирдар'ї. У 1219 році місто захопили монголи, зруйнувавши його майже повністю. В середньовічних документах та на монетах новоутворені феодальні держави в Ташкенській оазі, назва Ташкент часто згадувалися, як Шаш. В 20-х роках XIII ст. поселення входило до складу Чагатайська улусу. В 80-х роках XIV  ст. увійшло до складу держави Тимуридів. Нині столиця Узбекистану.

### Дирхами

Карбування у Ташкенті, дирхам, 1286 рік. Дува

В період бл. 1270—1300 роках карбувалися срібні дирхами із зазначенням монетного двору Ташкент (араб. تاشکند)‎. Відомі 2 типи дирхамів того часу:
- 1) Дирхам. Бл. 1270-1290 рр. В подвійному центральному колі Г-подібна тамга, вгорі та внизу позначення монетного двору: «Карбування в Ташкенті» (араб. تاشکند ﺿﺭﺏ)‎. По колу монети в лінійному та крапковому колах надпис. На аверсі в лінійному колі надпис у чотирикутнику, з боків надписи.
- 1) Дирхам. Бл. 1290-1300 рр. У полі чотирикутного картушу надпис у 2 рядки, з боків вихідні дані. На реверсі у двохлінійному колі 4-пелюстковий картуш, в центрі якого 2 Г-подібні тамги. З боків картушу вихідні дані.

### Пули

Карбування у Ташкенті, пул, 1270-1300 (4,4-5,3 гр.)

Мідні пули Ташкенту карбувалися бл. 1270-1300 рр. На аверсі в центральному колі Г-подібна тамга серед крапок, вгорі та внизу позначення монетного двору. На реверсі в крапковому та лінійному колах легенда в 4 рядки.  Вага — 4,12-4,4 гр.

## Монетний двір у Кеші
У давнину місто Шахрисабз називали Кеш, яке знаходилося у верхній течії Кашкадар'ї та її притоків. В середньовіччі із Кешу до Самарканду вів караванний шлях через гірський хребет Тахтанарача, що складало для мандрівника 2 дні шляху. В XIII ст. в часи монгольських завоювань, Кеш увійшов до складу Чагатайського улусу. У 60-х роках XIV ст. увійшов до складу Західного Чагатайського улусу та Могулістану, пізніше до держави Тимуридів.

### Пули

Карбування у Кеші, пул, 1354 (753 р.Г.) рік

В різні періоди виготовлення монет з позначкою монетного двору Кеш (араб. كش) карбувался мідні пули декількох типів:
- 1) В часи самостійного правління Дуви (1306—1307) почали карбуватися пули з позначкою монетного двору Кеш. На аверсі в центрі лінійного кола Ф-подібна тамга, з боків позначення монетного двору та інші вихідні дані. На реверсі в подвійному лінійному колі вихідні дані, навколо надписи[11].
- 2) За часи правління Баян-Кулі у 1354 (753 р.Г.) році відновилося карбування пулів. На аверсі надпис: «Баян-Кулі бегадур-хан, нехай продовжить Бог його правління». На реверсі Шагада, нижче надпис: «Монета кешська» (араб. كش سكة)
- 3) 1354-1358. На аверсі у чотирикутнику розділеного на 3 отвори — стилістичні зображення, з боків віньєтки. На реверсі вихідні дані, в центрі поля Ф-подібна тамга, знизу 13-отвірна решітка[23].

## Монетний двір у Шахрисабзі
Місто Шахрисабз (Кашкадар'їнська область, Узбекистан) — центр історичної області Кеш. На околицях Шахрисабзу, в кишлаку Ходжа-Ілгар, народився Тимур. У XVI–XVIII століттях Шахрисабз увійшов до складу Бухарського ханства. Сучасний Шахризабз — історико-культурний центр з легендарним минулим. Знаходиться в 70 км на південь від міста Самарканду.

### Динари

Карбування в Шахрісабзі, динар (7,68 гр.), 1353 (752 р.Г.) рік

За часів правління Баян-Кулі (1348–1358) у Шахрисабзі (араб. شهرسبز) карбуються срібні динари (7,3-7,68 гр.). На аверсі в подвійному 6-дуговому картуші з загостреними кутами, надпис куфічним почерком у 3 рядки, у вільних полях арабський текст та зірки. Вгорі 9-отворний «вузол щастя». На реверсі в лінійному колі сполученим з 12-дуговим карушем із загостреним краями, надпис у 5 рядків. В центрі 3-го надпису Ф-подібна тамга.

### Дирхами

Карбування в Шахрісабзі, дирхам (4,0408 гр.) Туглу-Тимур, 1363 (761 р.Г.)

За часів Шах-Темура у 1357 та 1358 роках карбувалися мідні посріблені дирхами. 
- 1) На аверсі і реверсі в подвійному лінійному (середній крапковий) надписи, в центрі на аверсі Ф-подібна тамга[25].
- 2) Наступне карбування продовжилося за часів правління Туглу-Тимура у 1361—1363 роки. На аверсі надпис, у центрі зірки. На реверсі легенда, поміж нею ближче до центру Ф-подібна тамга, над нею вузол щастя з 3 отворами[14].

## Монетний двір у Термезі
У 1206 році місто увійшло до складу держави Хорезмшахів. У 1220 році після дводенної облоги місто було зруйноване ордою Чингізхана. У другій половині XIII століття Термез був відновлений, а саме місто розширилось на сході та на правому березі Сурхандар'ї. У 80-х роках XIV ст. увійшов до складу держави Тимуридів, століттям пізніше до Шейбанідів. Нині розташовано на правому березі Амудар'ї, по якій проходить кордон з Афганістаном, при впадінні в неї Сурхандар'ї, за 490 км на північний захід від Ташкенту.

### Динари

Карбування в Термезі, динар (7,87 гр.), 1326-1333 рр.

За часів правління хана Тармаширіна  (1331—1334) у Термезі (араб. ترمذ‎‎ читається як Tirmidh, перс. ترمذ читається як Termez) почали карбуватися срібні динари (7,1-7,3 гр.) та його фракції — 1⁄6 (1,2-1,4 гр.) та 1⁄12 (0,68 гр.) динари. 
- 1) На аверсі 1-динарової монети в лінійному колі та 6-дуговому картушу із загостреними кінцями в центрі зображувалася Ф-подібна тамга, з боків надпис: «Карбування міста мужів Терміду (Термезу)». З правого боку вгорі зображувався 3-отвірний «вузол щастя», з лівого боку, внизу, 9-отвірний. В середині кутів картушу віньєтки. На реверсі в лінійному та крапковому колах 6-пелюстковий картуш із закругленими кінцями, в полі монети позначення монетного двору та дата абджадом. В центрі довгаста віньєтка у вигляді «нанизаного» на горизонтальну риску кола, в центрі та з двома пелюстками з країв.
- 2) На обох сторонах монети з умовним номіналом 1⁄12 динари в крапковому та лінійному колах карбувалися надписи. На аверсі під надписом віньєтка. На монеті в 1⁄6 динари в лінійному колі позначення монетного двору, в центрі Ф-подібна тамга. По-колу в лінійному колі легенда. На реверсі в подвійному лінійному (середнє крапкове) колі Шагада.
- 3) У 1338 (737 р.Г.) році в останній рік правління Чанкші-хана, карбуються динари без віньєтки в центрі та з надписам у 8-пелюстковому картушу.
- 4) У 1341 році, за часів Ясун-Тимура, динари почали карбуватися без внутрішньої віньєтки. На аверсі у 6-дуговому картуші з загостреними кутами. Знизу позначення монетного двору, праворуч триотвірний «вузол щастя». В центрі 9-отвірний «вузол щастя». На реверсі в подвійному лінійному (середній крапковий) 12-дуговий картуш, в полі ім'я хана з позначенням титулу. Внизу 3-отвірний «вузол щастя» сплутаний з віньєтками. В центрі Ф-подібна тамга[5].
- 5) У 1343, 1344 (742, 743 рр.Г.) та 1345-1346 (746 р.Г.) роках карбуються динари з іменем Казан-хана та фракції (1344) в 1⁄6 динари з Т-подібною тамгою та з кільцем над нею.
- 6) У 1342 (741 р.Г.) році карбуються динари Халі-Султана. У 1341-1343 карбується динар та його фракції в 1⁄6 динари, на яких позначені імена Халі-Султана та Казан-хана. На аверсі монети в 1⁄6 динари в лінійному колі надпис у 3 рядки, з боків вихідні дані. в центрі останнього рядка Ф-подібна тамга сполучена з Т-подібною. На реверсі у крапковому та лінійному колах 8-дуговий картуш з 4 загостреними кінцями, в центрі надпис у 4 рядки, з боків дрібніші надписи.
- 7) У 1347 (746 р.Г.) у Термезі знову карбують монети з іменем Казан-хана, але з Ф-подібною тамгою[12].

### Дирхами

Карбування в Термезі, дирхам, 1309 (708 р.Г.) рік

За часів правління Дуви, першого правління Кепека (1309) та на початку правління Есен-Буки (1310-1318) у Термезі почали карбуватися срібні дирхами. 
- 1) На аверсі в 2-х лінійних та середньому крапковому колах вихідні дані, у центрі Ф-подібна тамга серед крапок, з боків надписи. На реверсі в лінійному та зубчатому колах позначення монетного двору та рік карбування[15].
- 2) За часів правління Туглу-Тимура у 1361—1363 роки карбувалися посріблені мідні дирхами. На аверсі в крапковому та лінійному колах вихідні дані та рік, в центрі Ф-подібна тамга. На реверсі в крапковому та подвійному лінійному колах надписи[14].

### Пули

Карбування в Термезі, пул, Дува (1306-1307)

За часів правління Дуви карбувалися мідні пули вагою бл. 4-5 гр. На аверсі в 3 ряди вихідні дані, в нижньому надписі в центрі Ф-подібна тамга. Вгорі декілька малих зірок. На реверсі в крапковому та лінійному колах 6-дуговий картуш у центрі якого легенда.

## Монетний двір у Марґілані
Місто Марґілан (узб. Margʻilon) розташоване на південному сході Ферганської долини, в передгір'ях Алайського хребта та в 10-12 км² від міста Фергана (Ферганський вілоят, Узбекистан) в долині річки Марґілансай. До часів монгольських завоювань Марґілан був головним містом Ферганського регіону у державі Караханидів. Вдало розташоване місто на Великому шовковому шляху здавна вважалося центром шовківництва. Шовк із Марґилану поставлявся в Єгипет, Персію, Грецію, Кашгар. У місті було розвинене ремісництво, обробка міді, ювелірна справа, різьблення по дереву. За часів Тимура місто увійшло до складу держави Тимуридів, згодом Шейбанидів, пізніше увійшло до складу Кокандского ханства.

### Дирхами

Карбування в Марґілані. Дирхам. 1290 (690 р.Г.) рік. Дува

В 1288, 1290 (688, 690 рр.Г.) роках в Марґілані (араб. مرغلان) карбувалися срібні дирхами. На аверсі в лінійному та крапковому колах надпис великими літерами уйгурською мовою у 3 рядки (3-й дата абджадом). Внизу арабською мовою позначення монетного двору. На реверсі у лінійному та крапковому колах Г-подібна тамга. Навколо ім'я багдадського халіфа.

## Монетний двір у Муґалаці
В середні вікі Муґалак (Міґлак) розміщувався в Ташкенському вілаяті і мав статус адміністративного центру. На західній частині Муґалацького туману розміщувалося поселення Дамак (сучасний район Ташкента Кукча), на півночі йому належало поселення Кадлак, на східній частині місцевість Сехад та на півночі його кордони сягали поселення Халак.

### Пули

Карбування в Маґалаку. Пул. 1291 (690 р.Г.) Дува та Хайду

Бл. 1280-х років в Міґлаку (араб. ميغلاق) за часів співуправління Дуви та Хайду почали карбуватися мідні пули зі сполученою Г- та Ф-подібою тамгами, внизу позначалачя дата карбування. На реверсі в малому центральному колі серед крапок позначення монетного двору Міґлак, у 2-х зовнійніх колах надпис. Вага — 2,2-2,8 гр. За часів самостійного правління Дуви (1306—1397) карбувалися також подібні пули, але з однією Ф-подібною тамгою. Вага — 1,6 гр..

## Монетний двір в Андижані
Місто Андижан розміщене на південному березі річки Карадар'ї і є одним з найдавніших міст у Ферганській долині Узбекистану. На південному сході місто знаходиться в 260 км від Ташкенту та на південному заході в 40 км від міста Ош (Киргизстан). Історично Андижан був важливим містом при перетині доріг Великого шовковому шляху. В 40-х роках XIII ст. Андижан увійшов до складу Мавераннахру зберігаючи певну самостійність. Наприкінці XIV ст. увійшов до держави Тимуридів — Туран.

### Дирхами

Карбування в Андижані. Дирхам. Буга-Тимур (1272—1282)

У 80-90 роки XIII ст. карбувалися недатовані дирхеми Андижану (араб. أنديجان). На аверсі в полі монети надпис в 4 рядки. Нижній рядок — зазначення монетного двору. Ліворуч від надпису віньєтка. На реверсі в полі Г-подібна та Ф-подібна тамги. З боків 2 різні віньєтки.

### Пули

Карбування в Андижані. Фулус. Бл. 1280-1290 роки

Мідні пули карбувалися у 80-90-ті роки XIII ст. На аверсі монети, в орнаментальному колі, вихідні дані. На реверсі у 2-х лінійних та внутрішньому крапковому колах легенда у 3 рядки, у верхньому рядку Ф-подібна тамга.